# TFF 2. Lig 2025/26
Die TFF 2. Lig 2025/26 soll die 55. Spielzeit der dritthöchsten türkischen Spielklasse im Fußball der Männer werden. Sie beginnt am 23. August 2025 und endet im Mai 2026. Im Anschluss finden noch Play-off-Spiele statt, um den dritten Aufsteiger zu ermitteln.

## Modus
Die 37 Teilnehmer spielen in zwei Gruppen zu 18 bzw. 19 Mannschaften. Aus jeder Gruppe steigt der Meister direkt in die TFF 1. Lig auf. Von den Gruppenzweiten bis -fünften steigt jeweils eine weitere Mannschaft nach vier Play-off-Runden auf. Der Zweitplatzierte steigt dabei erst in der dritten Runde ein.
Insgesamt sieben Mannschaften steigen in die 3. Liga ab: drei aus der Gruppe Rot (Kırmızı) mit 18 Teams und vier aus der Gruppe Weiß (Beyaz) mit 19 Teams.

## Teilnehmer
| 1461 Trabzon FK |

| 68 Aksaray Belediyespor |

| Adanaspor |

| Aliağa FK |

| Ankara Demirspor |

| Arnavutköy Belediyespor |

| Bursaspor |

| Fethiyespor |

| Güzide Gebzespor |

| Isparta 32 Spor |

| Kahramanmaraş İstiklalspor |

| Kırklarelispor |

| Mardin |

| Menemenspor |

| Mersin İdman Yurdu |

| Muşspor |

| Somaspor |

| Yeni Malatyaspor |

| Adana |

| Altınordu FK |

| Ankaragücü |

| Ankaraspor |

| Batman |

| Beyoğlu Y. Ç |

| Anadoluspor |

| Bucaspor |

| Elazığspor |

| Erbaaspor |

| 24 Erzincanspor |

| İnegölspor |

| İskenderunspor |

| Kastamonuspor 1966 |

| Karacabey |

| Karaman |

| Kepezspor |

| Muğlaspor |

| Şanlıurfaspor |

## Statistiken

### Gruppe Rot

#### Tabelle
| Pl. | Verein                         | Sp. | S | U | N | Tore    | Diff. | Punkte | Anm.      |
| --- | ------------------------------ | --- | - | - | - | ------- | ----- | ------ | --------- |
| 1.  | 68 Yeni Aksarayspor            | 0   | 0 | 0 | 0 | 000:000 | ±0    | 0      | ▲         |
| 2.  | Adanaspor (A)                  | 0   | 0 | 0 | 0 | 000:000 | ±0    | 0      | Play-offs |
| 3.  | Aliağa FK (N)                  | 0   | 0 | 0 | 0 | 000:000 | ±0    | 0      | Play-offs |
| 4.  | Ankara Demirspor               | 0   | 0 | 0 | 0 | 000:000 | ±0    | 0      | Play-offs |
| 5.  | Arnavutköy Belediyespor        | 0   | 0 | 0 | 0 | 000:000 | ±0    | 0      | Play-offs |
| 6.  | Bursaspor (N)                  | 0   | 0 | 0 | 0 | 000:000 | ±0    | 0      | Play-offs |
| 7.  | Fethiyespor                    | 0   | 0 | 0 | 0 | 000:000 | ±0    | 0      |           |
| 8.  | Güzide Gebzespor               | 0   | 0 | 0 | 0 | 000:000 | ±0    | 0      |           |
| 9.  | Isparta 32 Spor                | 0   | 0 | 0 | 0 | 000:000 | ±0    | 0      |           |
| 10. | Kahramanmaraş İstiklalspor (N) | 0   | 0 | 0 | 0 | 000:000 | ±0    | 0      |           |
| 11. | 1461 Trabzon FK                | 0   | 0 | 0 | 0 | 000:000 | ±0    | 0      |           |
| 12. | Kırklarelispor                 | 0   | 0 | 0 | 0 | 000:000 | ±0    | 0      |           |
| 12. | Mardin 1969 SK (N)             | 0   | 0 | 0 | 0 | 000:000 | ±0    | 0      |           |
| 14. | Menemenspor                    | 0   | 0 | 0 | 0 | 000:000 | ±0    | 0      |           |
| 15. | Muşspor (N) a                  | 0   | 0 | 0 | 0 | 000:000 | ±0    | 0      |           |
| 16. | Somaspor                       | 0   | 0 | 0 | 0 | 000:000 | ±0    | 0      | ▼         |
| 17. | Mersin İdman Yurdu             | 0   | 0 | 0 | 0 | 000:000 | ±0    | 0      | ▼         |
| 18. | Yeni Malatyaspor (A)           | 0   | 0 | 0 | 0 | 000:000 | ±0    | 0      | ▼         |

Platzierungskriterien: 1. Punkte – 2. Direkter Vergleich (Punkte, Tordifferenz, geschossene Tore) – 3. Tordifferenz – 4. geschossene Tore

|                         |                                            |
| Zum Saisonende 2024/25: |                                            |
| (A)                     | Absteiger aus der TFF 1. Lig 2024/25       |
| (N)                     | Neuling aus der TFF 3. Lig 2024/25         |
| (P↑)                    | Play-off-Sieger aus der TFF 3. Lig 2024/25 |
| Zum Saisonende 2025/26: |                                            |
| ▲                       | Aufstieg in die Süper Lig 2026/27          |
| Play-offs               | Teilnahmeplatz für die Play-offs           |
| ▼                       | Abstieg in die TFF 2. Lig 2026/27          |

#### Kreuztabelle
Die Kreuztabelle stellt die Ergebnisse aller Spiele dieser Saison dar. Die Heimmannschaft ist in der linken Spalte, die Gastmannschaft in der oberen Zeile aufgelistet.
| 2025/26                    | 1461 Trabzon FK | 68A | Adanaspor | ALI | Ankara Demirspor | ARN | Bursaspor | Fethiyespor | GÜZ | ISP | KAH | Kırklarelispor | MAR | Menemenspor | MUŞ | SOM | MAL | Mersin İdman Yurdu |
| -------------------------- | --------------- | --- | --------- | --- | ---------------- | --- | --------- | ----------- | --- | --- | --- | -------------- | --- | ----------- | --- | --- | --- | ------------------ |
| 1461 Trabzon FK            |                 | :   | :         | :   | :                | :   | :         | :           | :   | :   | :   | :              | :   | :           | :   | :   | :   | :                  |
| 68 Yeni Aksarayspor        | :               |     | :         | :   | :                | :   | :         | :           | :   | :   | :   | :              | :   | :           | :   | :   | :   | :                  |
| Adanaspor                  | :               | :   |           | :   | :                | :   | :         | :           | :   | :   | :   | :              | :   | :           | :   | :   | :   | :                  |
| Aliağa FK                  | :               | :   | :         |     | :                | :   | :         | :           | :   | :   | :   | :              | :   | :           | :   | :   | :   | :                  |
| Ankara Demirspor           | :               | :   | :         | :   |                  | :   | :         | :           | :   | :   | :   | :              | :   | :           | :   | :   | :   | :                  |
| Arnavutköy Belediyespor    | :               | :   | :         | :   | :                |     | :         | :           | :   | :   | :   | :              | :   | :           | :   | :   | :   | :                  |
| Bursaspor                  | :               | :   | :         | :   | :                | :   |           | :           | :   | :   | :   | :              | :   | :           | :   | :   | :   | :                  |
| Fethiyespor                | :               | :   | :         | :   | :                | :   | :         |             | :   | :   | :   | :              | :   | :           | :   | :   | :   | :                  |
| Güzide Gebzespor           | :               | :   | :         | :   | :                | :   | :         | :           |     | :   | :   | :              | :   | :           | :   | :   | :   | :                  |
| Isparta 32 Spor            | :               | :   | :         | :   | :                | :   | :         | :           | :   |     | :   | :              | :   | :           | :   | :   | :   | :                  |
| Kahramanmaraş İstiklalspor | :               | :   | :         | :   | :                | :   | :         | :           | :   | :   |     | :              | :   | :           | :   | :   | :   | :                  |
| Kırklarelispor             | :               | :   | :         | :   | :                | :   | :         | :           | :   | :   | :   |                | :   | :           | :   | :   | :   | :                  |
| Mardin 1969 SK             | :               | :   | :         | :   | :                | :   | :         | :           | :   | :   | :   | :              |     | :           | :   | :   | :   | :                  |
| Menemenspor                | :               | :   | :         | :   | :                | :   | :         | :           | :   | :   | :   | :              | :   |             | :   | :   | :   | :                  |
| Muşspor                    | :               | :   | :         | :   | :                | :   | :         | :           | :   | :   | :   | :              | :   | :           |     | :   | :   | :                  |
| Somaspor                   | :               | :   | :         | :   | :                | :   | :         | :           | :   | :   | :   | :              | :   | :           | :   |     | :   | :                  |
| Yeni Malatyaspor           | :               | :   | :         | :   | :                | :   | :         | :           | :   | :   | :   | :              | :   | :           | :   | :   |     | :                  |
| Mersin İdman Yurdu         | :               | :   | :         | :   | :                | :   | :         | :           | :   | :   | :   | :              | :   | :           | :   | :   | :   |                    |

### Gruppe Weiß

#### Tabelle
| Pl. | Verein                 | Sp. | S | U | N | Tore    | Diff. | Punkte | Anm.      |
| --- | ---------------------- | --- | - | - | - | ------- | ----- | ------ | --------- |
| 1.  | Adana 01 FK            | 0   | 0 | 0 | 0 | 000:000 | ±0    | 0      | ▲         |
| 2.  | Altınordu Izmir        | 0   | 0 | 0 | 0 | 000:000 | ±0    | 0      | Play-offs |
| 3.  | 24 Erzincanspor        | 0   | 0 | 0 | 0 | 000:000 | ±0    | 0      | Play-offs |
| 4.  | Batman Petrolspor      | 0   | 0 | 0 | 0 | 000:000 | ±0    | 0      | Play-offs |
| 5.  | Beykoz Anadoluspor     | 0   | 0 | 0 | 0 | 000:000 | ±0    | 0      | Play-offs |
| 6.  | Beyoğlu Yeni Çarşı FK  | 0   | 0 | 0 | 0 | 000:000 | ±0    | 0      | Play-offs |
| 7.  | Bucaspor 1928          | 0   | 0 | 0 | 0 | 000:000 | ±0    | 0      |           |
| 8.  | Elazığspor             | 0   | 0 | 0 | 0 | 000:000 | ±0    | 0      |           |
| 9.  | Kastamonuspor          | 0   | 0 | 0 | 0 | 000:000 | ±0    | 0      |           |
| 10. | İnegölspor             | 0   | 0 | 0 | 0 | 000:000 | ±0    | 0      |           |
| 11. | İskenderunspor         | 0   | 0 | 0 | 0 | 000:000 | ±0    | 0      |           |
| 12. | Karacabey Belediyespor | 0   | 0 | 0 | 0 | 000:000 | ±0    | 0      |           |
| 13. | Karaman FK             | 0   | 0 | 0 | 0 | 000:000 | ±0    | 0      |           |
| 14. | Kepezspor              | 0   | 0 | 0 | 0 | 000:000 | ±0    | 0      |           |
| 15. | Şanlıurfaspor (A)      | 0   | 0 | 0 | 0 | 000:000 | ±0    | 0      |           |
| 16. | Erbaaspor              | 0   | 0 | 0 | 0 | 000:000 | ±0    | 0      | ▼         |
| 17. | MKE Ankaragücü (A)     | 0   | 0 | 0 | 0 | 000:000 | ±0    | 0      | ▼         |
| 18. | Muğlaspor (N)          | 0   | 0 | 0 | 0 | 000:000 | ±0    | 0      | ▼         |
| 19. | Ankaraspor             | 0   | 0 | 0 | 0 | 000:000 | ±0    | 0      | ▼         |

Platzierungskriterien: 1. Punkte – 2. Direkter Vergleich (Punkte, Tordifferenz, geschossene Tore) – 3. Tordifferenz – 4. geschossene Tore

|                         |                                            |
| Zum Saisonende 2024/25: |                                            |
| (A)                     | Absteiger aus der TFF 1. Lig 2024/25       |
| (N)                     | Neuling aus der TFF 3. Lig 2024/25         |
| (P↑)                    | Play-off-Sieger aus der TFF 3. Lig 2024/25 |
| Zum Saisonende 2025/26: |                                            |
| ▲                       | Aufstieg in die Süper Lig 2026/27          |
| Play-offs               | Teilnahmeplatz für die Play-offs           |
| ▼                       | Abstieg in die TFF 2. Lig 2026/27          |

#### Kreuztabelle
Die Kreuztabelle stellt die Ergebnisse aller Spiele dieser Saison dar. Die Heimmannschaft ist in der linken Spalte, die Gastmannschaft in der oberen Zeile aufgelistet.
| 2025/26                | 24E | A01 | Altınordu Izmir | Ankaraspor | Batman Petrolspor | Beykoz Anadoluspor | Beyoğlu Yeni Çarşı FK | BUC | Elazığspor | ERB | Inegölspor | İSK | KRC | KAR | Kastamonuspor | KEP | MKE Ankaragücü | Muğlaspor | Şanlıurfaspor |
| ---------------------- | --- | --- | --------------- | ---------- | ----------------- | ------------------ | --------------------- | --- | ---------- | --- | ---------- | --- | --- | --- | ------------- | --- | -------------- | --------- | ------------- |
| 24 Erzincanspor        |     | :   | :               | :          | :                 | :                  | :                     | :   | :          | :   | :          | :   | :   | :   | :             | :   | :              | :         | :             |
| Adana 01 FK            | :   |     | :               | :          | :                 | :                  | :                     | :   | :          | :   | :          | :   | :   | :   | :             | :   | :              | :         | :             |
| Altınordu Izmir        | :   | :   |                 | :          | :                 | :                  | :                     | :   | :          | :   | :          | :   | :   | :   | :             | :   | :              | :         | :             |
| Ankaraspor             | :   | :   | :               |            | :                 | :                  | :                     | :   | :          | :   | :          | :   | :   | :   | :             | :   | :              | :         | :             |
| Batman Petrolspor      | :   | :   | :               | :          |                   | :                  | :                     | :   | :          | :   | :          | :   | :   | :   | :             | :   | :              | :         | :             |
| Beykoz Anadoluspor     | :   | :   | :               | :          | :                 |                    | :                     | :   | :          | :   | :          | :   | :   | :   | :             | :   | :              | :         | :             |
| Beyoğlu Yeni Çarşı FK  | :   | :   | :               | :          | :                 | :                  |                       | :   | :          | :   | :          | :   | :   | :   | :             | :   | :              | :         | :             |
| Bucaspor 1928          | :   | :   | :               | :          | :                 | :                  | :                     |     | :          | :   | :          | :   | :   | :   | :             | :   | :              | :         | :             |
| Elazığspor             | :   | :   | :               | :          | :                 | :                  | :                     | :   |            | :   | :          | :   | :   | :   | :             | :   | :              | :         | :             |
| Erbaaspor              | :   | :   | :               | :          | :                 | :                  | :                     | :   | :          |     | :          | :   | :   | :   | :             | :   | :              | :         | :             |
| İnegölspor             | :   | :   | :               | :          | :                 | :                  | :                     | :   | :          | :   |            | :   | :   | :   | :             | :   | :              | :         | :             |
| İskenderunspor         | :   | :   | :               | :          | :                 | :                  | :                     | :   | :          | :   | :          |     | :   | :   | :             | :   | :              | :         | :             |
| Karacabey Belediyespor | :   | :   | :               | :          | :                 | :                  | :                     | :   | :          | :   | :          | :   |     | :   | :             | :   | :              | :         | :             |
| Karaman FK             | :   | :   | :               | :          | :                 | :                  | :                     | :   | :          | :   | :          | :   | :   |     | :             | :   | :              | :         | :             |
| Kastamonuspor          | :   | :   | :               | :          | :                 | :                  | :                     | :   | :          | :   | :          | :   | :   | :   |               | :   | :              | :         | :             |
| Kepezspor              | :   | :   | :               | :          | :                 | :                  | :                     | :   | :          | :   | :          | :   | :   | :   | :             |     | :              | :         | :             |
| MKE Ankaragücü         | :   | :   | :               | :          | :                 | :                  | :                     | :   | :          | :   | :          | :   | :   | :   | :             | :   |                | :         | :             |
| Muğlaspor              | :   | :   | :               | :          | :                 | :                  | :                     | :   | :          | :   | :          | :   | :   | :   | :             | :   | :              |           | :             |
| Şanlıurfaspor          | :   | :   | :               | :          | :                 | :                  | :                     | :   | :          | :   | :          | :   | :   | :   | :             | :   | :              | :         |               |